# 천리마 (음악 그룹)
천리마는 대한민국의 혼성 가수 그룹이다.
경기남부총련 노래단으로, 조국과 청춘과 더불어 한총련 소속 가수로 활동해 왔으며 1990년대 꽃다지, 노찾사 등과 더불어 대표적인 민중가요 그룹으로 활동했다. 이적단체 판결을 받았으나 1998년 이적단체에서 제외되었다.

## 노래
대표곡으로는 우리나라의 멤버 백자가 만든 <혁명동지가>가 있다. 최근 이 노래는 통합진보당 이석기 의원이 RO회합에서 불렀다 하여 화제가 되고 있다.